# Caythorpe (Lincolnshire)
Pour les articles homonymes, voir Caythorpe.
Caythorpe est une paroisse civile et un village du Lincolnshire, en Angleterre.

## Personnalités liées
Edmund Weaver (vers 1683 - 1748), arpenteur-géomètre et astronome anglais, est enterré à l'église Saint-Vincent (en) ; un mémorial en pierre à sa mémoire a été élevé dans le chœur.